# Le Juif de Malte
Le Juif de Malte est une pièce de théâtre écrite par Christopher Marlowe, probablement en 1589 ou 1590.  
Le personnage principal, Barabas le Juif, est un personnage complexe, probablement pour provoquer des réactions mitigées parmi les spectateurs. Comme les autres protagonistes des pièces de Marlowe, tels Tamburlaine ou le Docteur Faust, il domine l'action de la pièce. De nombreuses études contradictoires ont été menées concernant la représentation des Juifs dans la pièce, ainsi que sur les réactions des spectateurs élisabéthains. 
La trame consiste en une histoire originale de conflits religieux, d'intrigues et de revanches sur toile de fond de la lutte pour la suprématie en Méditerranée, entre l'Espagne et l'Empire ottoman. 
Le Juif de Malte est considéré comme ayant eu une influence majeure sur William Shakespeare pour sa pièce Le Marchand de Venise.

## Représentations et publications
La première représentation connue date de 1592; la pièce est jouée dix-sept fois par la troupe de Lord Strange entre le 26 février 1592 et le 1er février 1593. Elle est jouée par la troupe de Sussex le 4 février 1594, et par une association avec la compagnie de la Reine Élisabeth, le 3 et 8 avril 1594. La troupe de l' Amiral (de Charles Howard de Nottingham, amiral) donnera une douzaine de représentations entre mai 1594 et juin 1596. La pièce appartient apparemment à l'imprésario Philip Henslowe, car toutes les représentations connues l'ont été quand ces compagnies jouaient pour Henslowe. En 1601, Henslowe note dans son journal des paiements à la troupe de l'Amiral, comme subvention pour une reprise de la pièce.
La pièce est inscrite dans le registre des publications le 17 mai 1594, mais la première édition qui nous soit parvenue a été imprimée en 1633  par le libraire Nicholas Vavasour. Cette édition contient des prologues et des épilogues écrits par Thomas Heywood pour une reprise de la pièce cette année-là. On suppose parfois qu'Heywood a aussi modifié la pièce. Des altérations et des inconsistances dans l'in-quarto de 1633, particulièrement dans la seconde partie peuvent corroborer ces transformations ou altérations du texte.
Le Juif de Malte est un succès lors de sa première représentation au théâtre The Rose au début de 1592, quand l'acteur Edward Alleyn joue le rôle principal. La pièce restera populaire pendant les cinquante années suivantes jusqu'à la fermeture des théâtres en Angleterre en 1642 (voir le Théâtre élisabéthain). Sous le règne de Charles Ier, l'acteur Richard Perkins est remarqué pour son rôle de Barabas, quand la pièce est reprise en 1633 par la troupe de la reine Henriette.  La page de titre de l'in-quarto de 1633 mentionne que la pièce est rejouée au Cockpit Theatre.
Il existe de nombreuses représentations modernes de la pièce : au cours des dernières années, la pièce a été jouée en Angleterre avec Alun Armstrong dans le rôle de Barabas au Royal Shakespeare Company et avec Ian McDiarmid au Almeida Theatre.
F. Murray Abraham a joué Shylock dans Le Marchand de Venise et Barabas dans Le Juif de Malte au Theatre for a New Audience en février et mars 2007. Plus tard, David Serero joue Barabas dans Le Juif de Malte à New York au Center for Jewish History en 2017,.

## Résumé
La pièce contient un prologue où l'écrivain Nicolas Machiavel, détesté par l'Angleterre élisabéthaine, introduit « la tragédie d'un Juif. » 

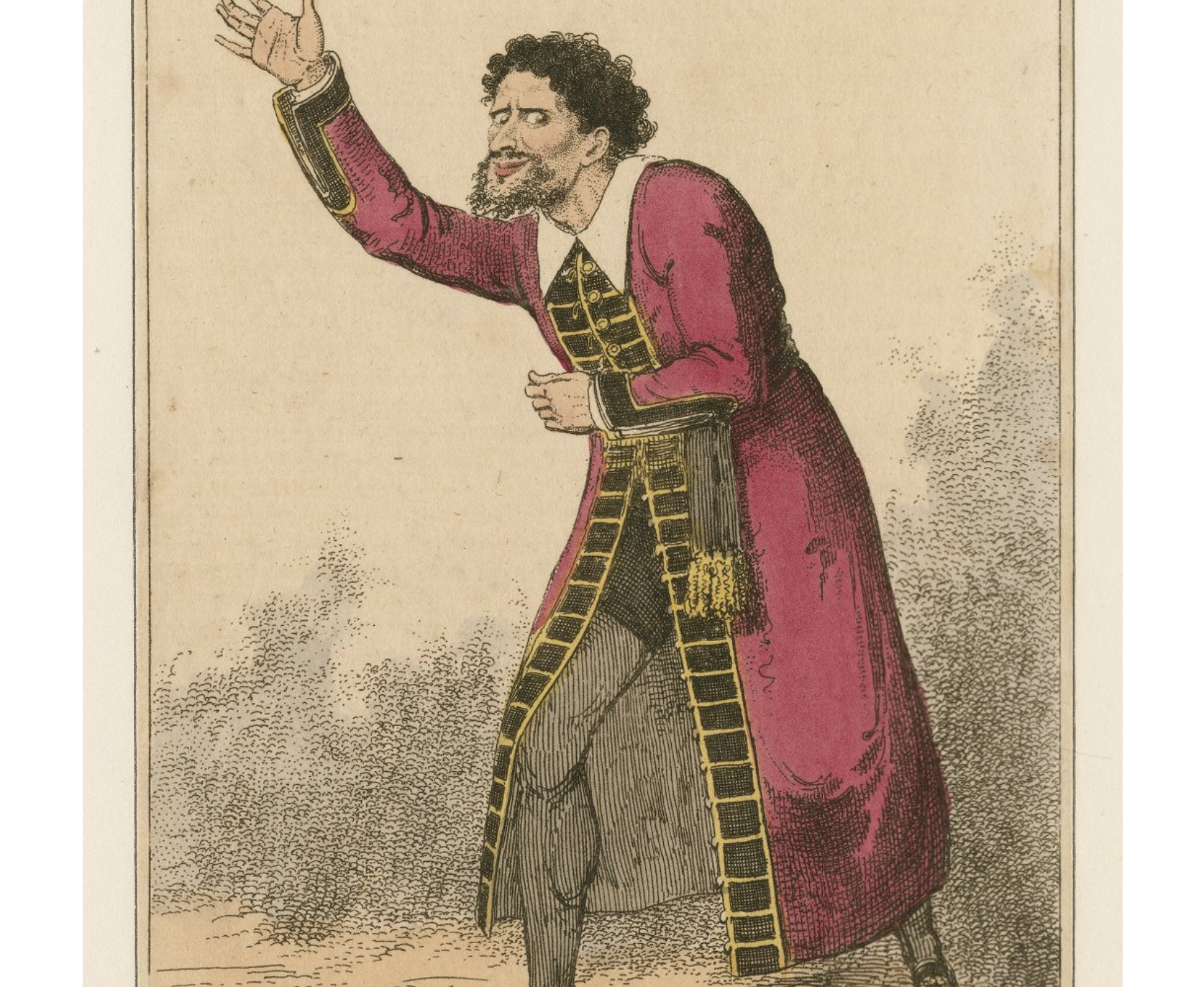
Edmund Kean dans le rôle de Barabas, 1818

Le marchand juif en question, Barabas, est présenté comme un homme plus fortuné que tous les autres habitants de Malte réunis. Quand les bateaux turcs arrivent  pour lever un impôt, il est décidé qu'il sera réglé par la seule communauté juive. En raison des protestations de Barabas, toute sa fortune est saisie. Sans un sou et furieux, il commence une campagne pour préparer la chute du gouverneur de Malte, qui l'a dépouillé. 
Avec l'aide de sa fille, Abigail, il récupère une partie de ses biens, et achète un esclave turc, Ithamore, qui semble haïr les chrétiens autant que son nouveau maître. Barabas commence alors à intriguer pour se venger du vol commis, pour dresser le fils du gouverneur contre son meilleur ami. Les jeunes gens en viennent à se battre en duel, et périssent tous deux à l'issue de celui-ci. 

Le courroux de Barabas ne fait cependant que croître lorsque, loin de pouvoir savourer sa vengeance, il est désavoué par Abigail qui, horrifiée par les actes de son père, se réfugie dans un couvent et se fait nonne. Par vengeance, Barabas l'empoisonne ainsi que toutes les nonnes. Il étrangle ensuite un vieux moine (Barnadine) et fait accuser un autre moine (Jacomo) du meurtre du premier.
Cependant, Ithamore tombe amoureux d'une prostituée et lui dévoile, dans les vapeurs de l'alcool qu'elle lui a donné, tout ce qu'il sait. Elle décide alors, avec son ami criminel, de faire chanter Barabas, puis de le dénoncer. Barabas n'hésite pas et empoisonne les trois comparses, mais le gouverneur a ce faisant eu vent de ses méfaits. Arrêté, Barabas boit du jus de pavot et de mandragore froide, se faisant de la sorte passer pour mort. Il décide alors de comploter avec l'ennemi turc pour assiéger la ville.  
En récompense de l'aide qu'il a apportée à l'armée turque pour saccager Malte, Barabas est nommé gouverneur de la ville. Alors que sa vengeance semble consommée, Barabas décide cependant de changer une nouvelle fois de camp et s'allie avec les Chevaliers de Malte. Après avoir imaginé un piège pour les galériens et les soldats turcs, à l'aide de la poudre à canon, qui les réduira en pièces, il prépare un autre piège pour le prince turc lui-même et ses hommes, espérant les faire bouillir vivants dans un chaudron caché. L'ancien gouverneur arrive juste à temps pour prévenir l'exécution du forfait, et Barabas tombe dans son propre piège. Il meurt, mais pas avant que l'armée turque ne soit détruite selon ses plans. Les Chevaliers font prisonnier le prince turc et reprennent le contrôle de Malte.

## Le personnage de Barabas le Juif
Le nom Barabas vient de la figure biblique, Barabbas, un bandit notoire et un meurtrier, condamné à mort en même temps que le Christ. À la demande de la foule, ce fut lui, et non Jésus, que Ponce Pilate libéra.
Il est possible que Marlowe se soit aussi inspiré de Joseph Nassi. Celui-ci, marrane ayant publiquement réaffirmé son judaïsme en entrant au service de Soliman le Magnifique, joua un rôle majeur dans le transfert de Chypre de Venise à l'empire ottoman. L'Angleterre élisabéthaine comporte également d'autres exemples de marranes ayant servi d'inspiration aux Juifs de théâtre, dont Rodrigo Lopez, médecin de la reine, accusé d'avoir tenté de l'empoisonner. Leur qualité de chrétiens « suspects » (de nombreux marranes ayant effectivement continué à pratiquer une forme de judaïsme en secret, en un temps où les Juifs étaient officiellement interdits de séjour en terre anglaise), suffisait à en faire des traîtres par définition dans l'esprit du public.
Décrit dans le prologue de la pièce comme un « Machiavel absolu, » c'est-à-dire absolument machiavélique, Barabas est probablement le premier personnage de théâtre psychopathe (au moins dans la littérature anglaise), mettant les gens en confiance en jouant sur leurs désirs, puis en les tuant. Comme le Shylock de Shakespeare, auquel il servit peut-être de modèle, il influence puissamment le stéréotype antisémite du Juif, et ne présente que très rarement des traces de compassion. En se trouvant au début de la pièce dans sa salle des comptables, Barabas joue peut-être déjà le rôle stéréotypé du Juif avare. Toutefois, il ne se comporte pleinement selon le stéréotype antisémite que lorsque son argent lui est confisqué, et devient alors une sorte de monstre, qu'il n'était pas auparavant, accusé par tous parce que d'une religion différente. 
Selon l'interprétation, la tirade de plus de vingt lignes décrivant ses différents meurtres et vols présumés qu'il lance lors de sa première rencontre avec Ithamore, et qui commence par: « Je me promène dehors la nuit / Et tue les personnes malades qui gémissent sous les remparts, » pourrait être non pas la description du monstre qu'il est devenu, mais un jeu sur la description que font de lui les antisémites qui l'entourent, et sur sa transformation. Rien dans sa personnalité n'explique en effet pourquoi un individu devenu aussi soudainement sournois, et à un tel point, se mettrait subitement à dire la vérité. 
C'est peut-être la raison pour laquelle Machiavel décrit, dans son prologue, cette pièce comme la « tragédie » d'un Juif. 
Barabas n'est d'ailleurs pas sans présenter, comme Shylock, de (très) rares traits d'humanité : c'est le cas lorsqu'il proteste contre l'injustice flagrante de l'édit du gouverneur, qui décrète que l'impôt fixé par les Turcs doit être payé dans sa totalité par la population juive de Malte. C'est en raison de cet accès d'humanité que Barabas est dépossédé. L'aspect tragique du personnage est renforcé par ses apartés, plus nombreux que ceux des autres personnages, qui le rendent isolé même de ses coreligionnaires. Il finit seul, abandonné de sa fille Abigail et trahi par son homme de confiance Ithamore. 
Par sa paranoïa constante, son isolement, depuis le début, vis-à-vis de ses coreligionnaires, et ses fréquentes pertes d'identité quand il se déguise pour duper de potentielles victimes, ou en étant jeté du mur quand il est pris pour un cadavre, Barabas représente bien la mentalité de ceux qui sont refoulés ou qui sont dominés par l'argent ou les pulsions personnelles.

## Portée de la pièce
Comme le Marchand de Venise de Shakespeare, le conflit religieux à l'intérieur de la pièce et la « méchanceté acharnée » de l'antihéros du Juif de Malte pourraient faire qualifier la pièce d'antisémite, d'autant plus que la vertu d'Abigail s'incarne dans sa conversion au christianisme, et que le gouverneur chrétien tient un rôle positif, sinon héroïque. 
Cependant, au-delà du traitement du personnage juif, traître atavique, menteur, perfide et sans scrupules, les autres religions ne sont pas mieux traitées. Une lecture plus nuancée de la pièce permet d'y déceler une violente satire du moralisme auto-satisfaisant des trois religions : outre la haine permanente que leurs tenants se vouent mutuellement, tous commettent de la même façon des actes violents et égoïstes, contraires à la moralité qu'ils professent, quand ils ne l'invoquent pas à leur appui.  

Barabas le Juif se justifie en faisant remarquer, comme Shylock, que dans ses actes de traîtrises continuels, il ne fait que suivre l'exemple catholique qui dit: « On ne peut pas avoir confiance en les hérétiques » (auquel il ajoute toutefois sa conclusion personnelle : « Et tous ceux qui ne sont pas Juifs sont hérétiques »). 
Les deux moines, sous couvert d'encouragement à la repentance, renchérissent l'un sur l'autre afin d'amener Barabas (et sa fortune) dans leur ordre. De surcroît, eux et les nonnes pratiquent des actes sexuels qui leur sont interdits. Quant au gouverneur, outre son traitement inique des Juifs de la ville, il se révèle opportuniste et cupide. 
Ithamore, principal personnage turc (les Turcs représentant dans cette pièces les musulmans), est un meurtrier doublé d'un esprit simplet et indigne de confiance autant que de foi : il n'a en effet aucun scrupule à se saouler lorsqu'une prostituée lui offre du vin (et son corps). En outre, les envahisseurs turcs envisagent d'envoyer aux galères les chevaliers de Malte, défenseurs de la ville ; ces derniers ne font d'ailleurs pas davantage preuve de droiture en trahissant Barabas.  
La causticité atteint son apogée lorsque Barabas implore l'aide des témoins turcs et chrétiens en tombant dans son propre chaudron bouillant. S'il est évident que Barabas n'aurait montré aucune pitié si les Turcs avaient été pris à son piège, il est tout aussi vrai que cette aide lui est refusée par des chrétiens qui l'ont raillé pendant toute la pièce, parce qu'il n'appliquait pas la charité chrétienne. 
L'hypocrisie ressort davantage encore lorsque les chrétiens ramènent ceux des chefs turcs des galériens qui ont survécu à l'explosion du tonneau de poudre, comme prisonniers à Malte : ils n'agissent pas autrement que le sanglant Barabas, qu'ils viennent à peine de condamner, et dont ils oublient rapidement le rôle joué dans leur succès ; le gouverneur va jusqu'à déclarer qu'ils doivent en remercier le ciel. 
Dans la pièce de Marlowe, les hommes et les femmes sont tous, quelle que soit leur appartenance, unis dans l'abjection.

## Renvois
1. ↑  On peut déduire la date à partir d'une référence à la mort du duc de Guise, assassiné le 23 décembre 1588
2. ↑  Chambers, Vol. 3, pp. 424-5.
3. ↑  Bevington & Rasmussen, pp. xxviii-xxix.
4. ↑  Chambers, Vol. 3, p. 424.
5. ↑  (en) BWW News Desk, « David Serero to Star in THE JEW OF MALTA For One Night Only Next Month », BroadwayWorld.com,‎ 6 novembre 2017 (lire en ligne, consulté le 9 décembre 2017).
6. ↑  (en-CA) « The JEW OF MALTA by Marlowe, starring David Serero as Barabas, to be performed in New York for one night only! », NB Herard,‎ 24 novembre 2017 (lire en ligne, consulté le 9 décembre 2017).
7. ↑  Matthieu 27: 16-26 et Marc 15: 7-11
8. ↑  (en) The Lopez Plot